# Diadoco di Fotice
Diadoco di Fotice o Foticea o "di Fotica" (... – V secolo) fu uno scrittore ecclesiastico, vescovo di Fotice, nell'antico Epiro. È venerato come santo dalla Chiesa ortodossa.
Probabilmente a capo di una comunità monastica, ha scritto delle opere sull'ascetica cristiana. Secondo alcuni è probabile che sia stato rapito dai Vandali e portato a Cartagine, dove forse morì.

## Opere
- Cento capitoli gnostici;
- Discorso sull'Ascensione di Nostro Signore Gesù Cristo (difesa delle due nature di Cristo);
- Visione (dialogo con san Giovanni Battista sulla conoscenza per visione beatifica);
- Catechesi.